# Incrustocalyptella columbiana
Incrustocalyptella columbiana är en svampart som beskrevs av Agerer 1983. Incrustocalyptella columbiana ingår i släktet Incrustocalyptella och familjen Cyphellaceae.   Inga underarter finns listade i Catalogue of Life.